# Saint-Vincent-sur-Jard
Saint-Vincent-sur-Jard é uma comuna francesa na região administrativa da Pays de la Loire, no departamento de Vendéia. Estende-se por uma área de 14,65 km². Em 2010 a comuna tinha 1 324 habitantes (densidade: 90,4 hab./km²).